# Баксуз
„Баксуз” је југословенска ТВ мини серија снимљена 1969. године у продукцији Телевизије Београд.

## Епизоде
| Сезона | Епизода | Назив                    | Датум              |
| ------ | ------- | ------------------------ | ------------------ |
| 1      | 1       | Доба љубави              | 6. фебруара 1969.  |
| 1      | 2       | Шанса                    | 13. фебруара 1969. |
| 1      | 3       | Љубав на помолу          | 20. фебруара 1969. |
| 1      | 4       | Узалудни покушај         | 27. фебруара 1969. |
| 1      | 5       | Сусрет, али по коју цену | 6. марта 1969.     |
| 1      | 6       | Срећан свршетак          | 13. марта 1969.    |

## Улоге
| Глумац              | Улога           |
| ------------------- | --------------- |
| Зоран Радмиловић    | Он (6 еп. 1969) |
| Милутин Бутковић    | (6 еп. 1969)    |
| Вера Дедић          | (5 еп. 1969)    |
| Љиљана Радосављевић | (5 еп. 1969)    |
| Матилда Спилар      | (5 еп. 1969)    |
| Вера Чукић          | (4 еп. 1969)    |
| Зоран Лонгиновић    | (4 еп. 1969)    |
| Даница Аћимац       | (3 еп. 1969)    |
| Миа Адамовић        | (2 еп. 1969)    |
| Станимир Аврамовић  | (2 еп. 1969)    |
| Олга Ивановић       | (2 еп. 1969)    |
| Стеван Миња         | (2 еп. 1969)    |
| Мирјана Николић     | (2 еп. 1969)    |
| Душан Тадић         | (2 еп. 1969)    |
| Растко Тадић        | (2 еп. 1969)    |
| Чедо Зуравица       | (2 еп. 1969)    |
| Миодраг Андрић      | (1 еп. 1969)    |
| Јованка Арсић       | (1 еп. 1969)    |
| Мирослав Бијелић    | (1 еп. 1969)    |

 Остале улоге  ▼
| Глумац          | Улога                   |
| --------------- | ----------------------- |
| Вера Игњатовић  | (1 еп. 1969)            |
| Ђорђе Јовановић | (1 еп. 1969)            |
| Мира Марић      | (1 еп. 1969)            |
| Слободан Матић  | (1 еп. 1969)            |
| Зоран Панић     | (1 еп. 1969)            |
| Ратко Сарић     | (1 еп. 1969)            |
| Радомир Собота  | (1 еп. 1969)            |
| Борислав Вукић  | (1 еп. 1969)            |
| Богдан Јакуш    | (непознат број епизода) |

Комплетна ТВ екипа  ▼
| Редитељ              | Славољуб Стефановић Раваси | (6 еп. 1969)            |
| Сценариста           | Миодраг Ђурђевић           | (6 еп. 1969)            |
| Директор фотографије | Братислав Грбић            | (непознат број епизода) |
| Сценограф            | Момо Капор                 | (непознат број епизода) |
| Костимограф          | Мара Финци                 | (6 еп. 1969)            |